# Forêt de Kimboza
La Forêt de Kimboza est une des plus anciennes forêts d'Afrique. Elle est située à l'est de la Tanzanie. Son écosystème n'a pas été dérangé par des changements climatiques depuis 25 millions d'années.

## Faune
La forêt de Kimboza est le seul endroit au monde où l'on peut trouver le gecko Lygodactylus williamsi. La forêt compte également des varans du Nil (Varanus niloticus) et des geckos à tête plate (Hemidactylus platycephalus). Cette forêt possède également un grand nombre de serpents parmi lesquels se trouvent Thelotornis mossambicanus. La forêt compte également un grand nombre de caméléons.